# Pau Roure
Pau Roure (? - agost del 1995), Ferdinand Roure  de naixement, fou un escriptor i activista cultural nord-català. Va ser un dels fundadors del Grup Rossellonès d'Estudis Catalans (GREC) i volia integrar l'aprenentatge del català dins de l'ensenyament públic aprofitant la llei Deixonne del 1957. Les divergències en el si de l'organització l'impulsarà a crear i dinamitzar el moviment Grup Cultural de la Joventut Catalana el 1967. Més tard fou impulsor de la Universitat Catalana d'Estiu (UCE) de Prada de Conflent del 1969 al 1977, i director de la revista Sant Joan i Barres del 1971 al 1973. Milità políticament a Acció Regionalista Catalana (ARC) amb Josep Deloncle i Gilbert Grau. El 1994 va rebre la Creu de Sant Jordi de la Generalitat de Catalunya.